# خودنوگری
عبارت خودنوگری یا اوتوپویسس (انگلیسی: Autopoiesis) به سیستمی ارجاع دارد که  توانایی «ایجاد دوباره خودش» و نیز «نگهداری از خودش» را دارد.
واژه اوتوپوییسس (autopoiesis) از دو واژه اوتو auto- به یونانی αὐτo- به معنی «خود» و پوییسس poiesis به یونانی ποίησις به معنی «ایجاد کردن یا ساختن» تشکیل شده‌است. عبارت خودنوگری به سامانه‌ای اشاره دارد که خود را با خلق اجزای خود می‌تواند نگاهداری و تولید کند. این عبارت در سال ۱۹۷۲ در اثر خودنوگری و شناخت: تحقق زندگی توسط زیست‌شناس شیلیایی هومبرتو ماچورانا و فرانسیس وارلا پیشنهاد شد تا شیمی خودنگاهداری سلول‌های زنده را تعریف کند. از آن زمان این مفهوم در حوزه‌های شناخت، نظریه سامانه‌ها، معماری و جامعه‌شناسی نیز به کار رفته‌است.